# 客车

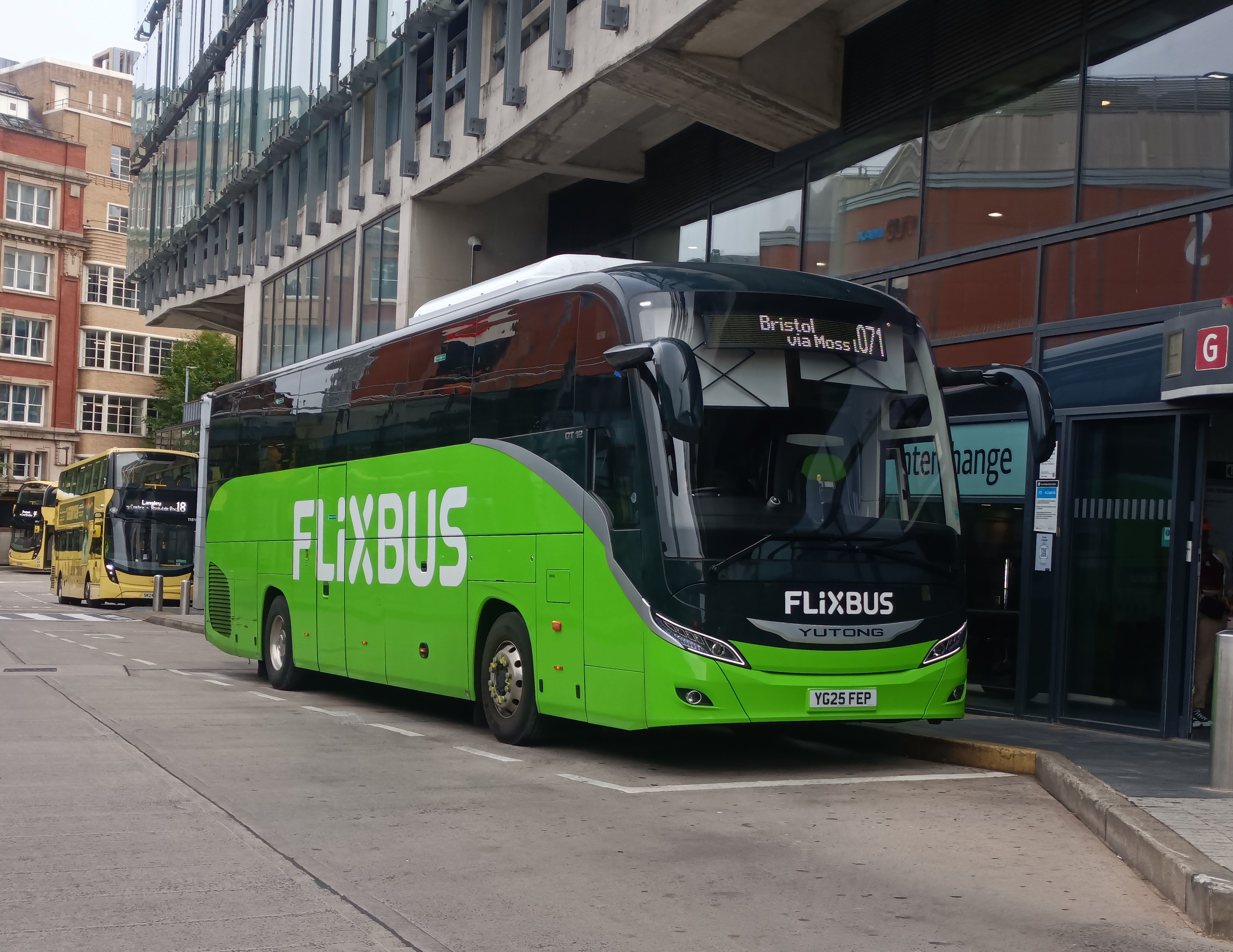
於英國切斯特出現的宇通客车

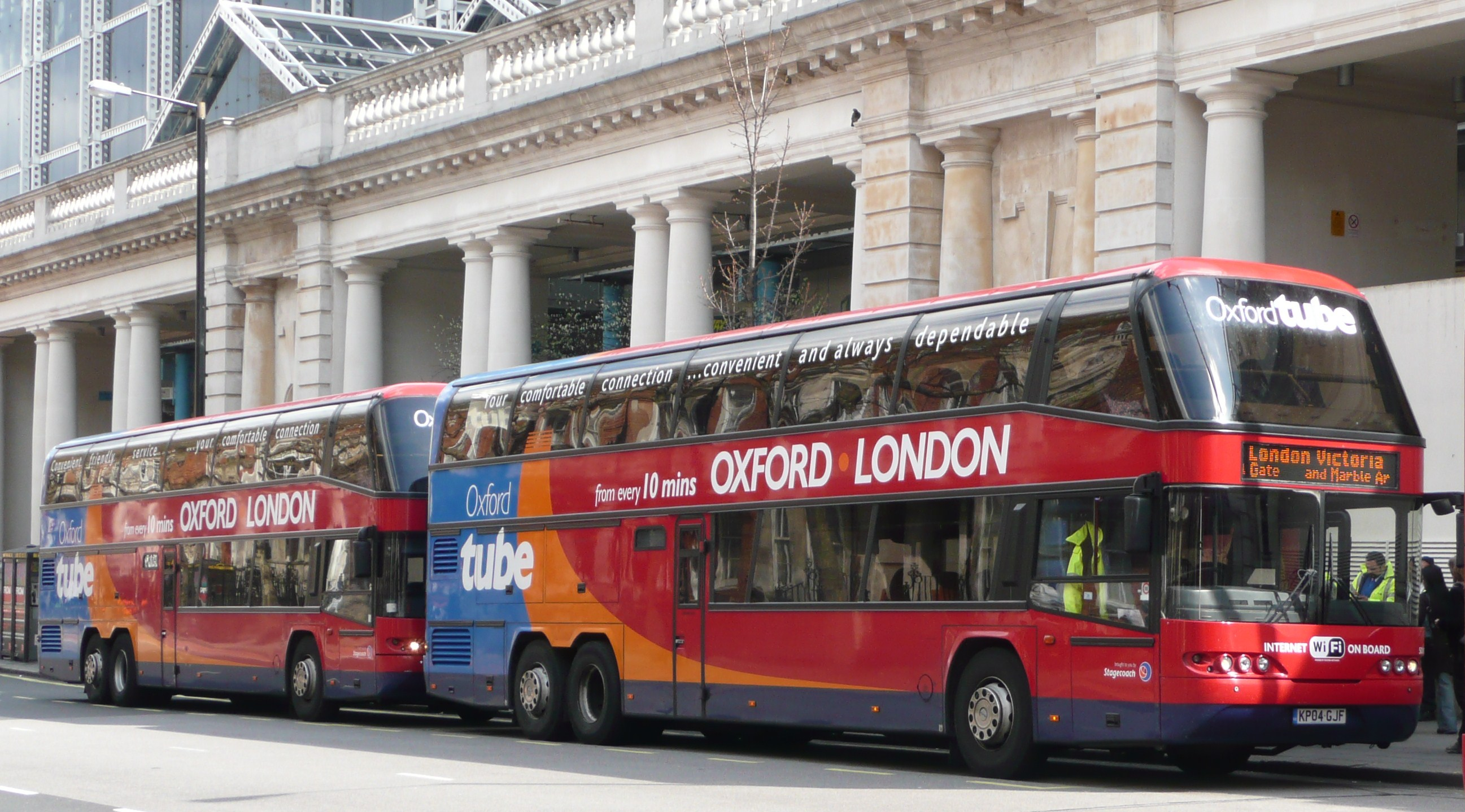
來往英國牛津和倫敦的尼奧普蘭雙層客車

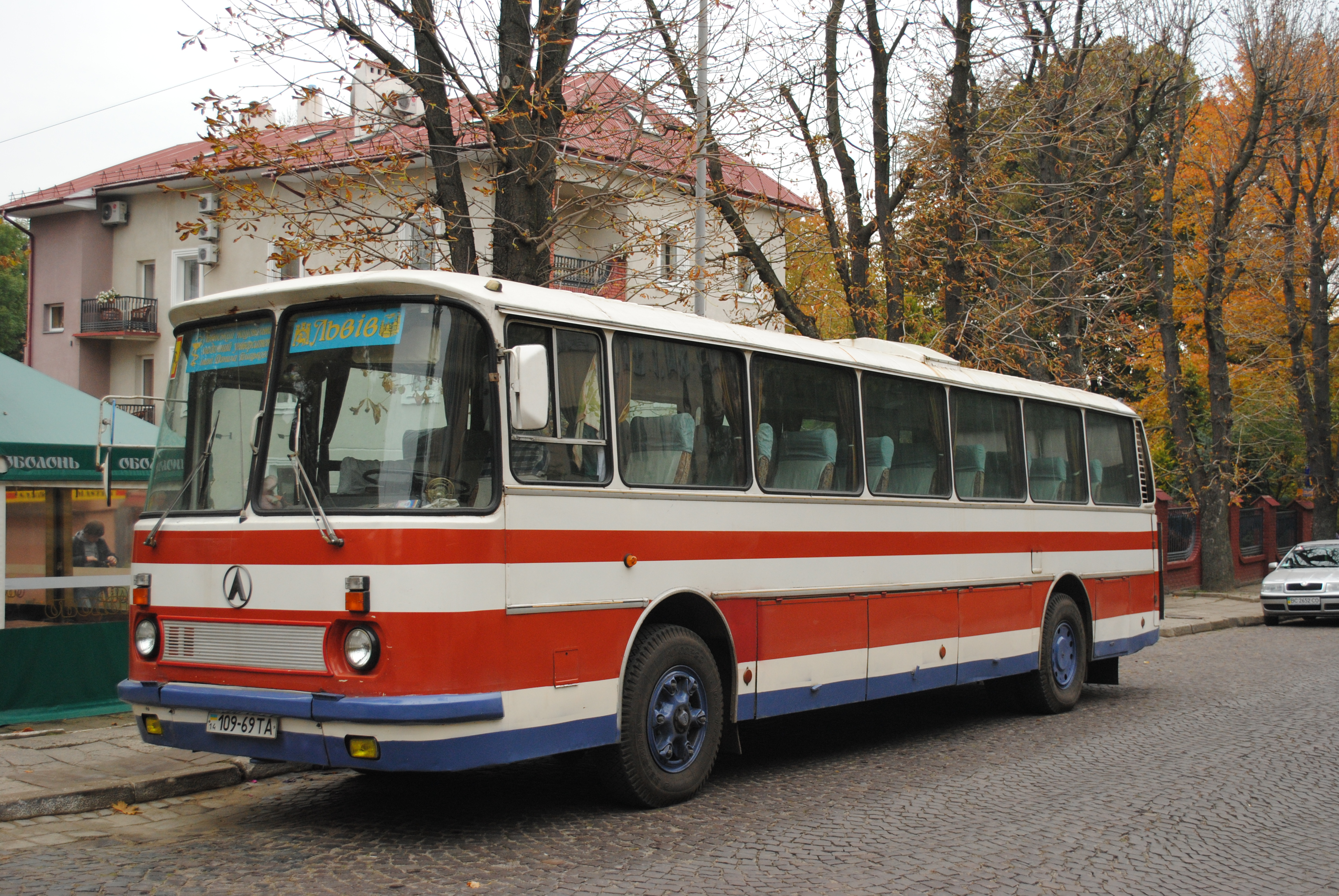
於烏克蘭利維夫出現的客車

客車，是指在設計和技術特性上用於載運眾多的乘客及其隨身行李的汽車，如果只為了載少數一至幾個人就叫轎車。

## 概要
通常客車以柴油、汽油或者液化石油氣、壓縮天然氣做燃料的內燃機驅動，近年來有不少客車使用燃料電池、蓄電池或電容器供電，使用電動機驅動（與無軌電車和電瓶車不同，這類客車一般稱作電動客車）。客車的形式多種多樣，有單層或雙層，有單節式也有牽引掛車的鉸接客車。中國大陸地區及香港的術語標準把在城市間運行的載客車輛稱為長途客車，在城市裡運行的載客車輛稱成為公共汽車、城市客車或巴士。

## 定義

### 大客車
驾驶员座位在内，座位数應超过九座，属于商用车辆的范畴；在中華民國臺灣地區，依據《道路交通安全規則》，亦包括其總重量逾三千五百公斤者。

### 小客車

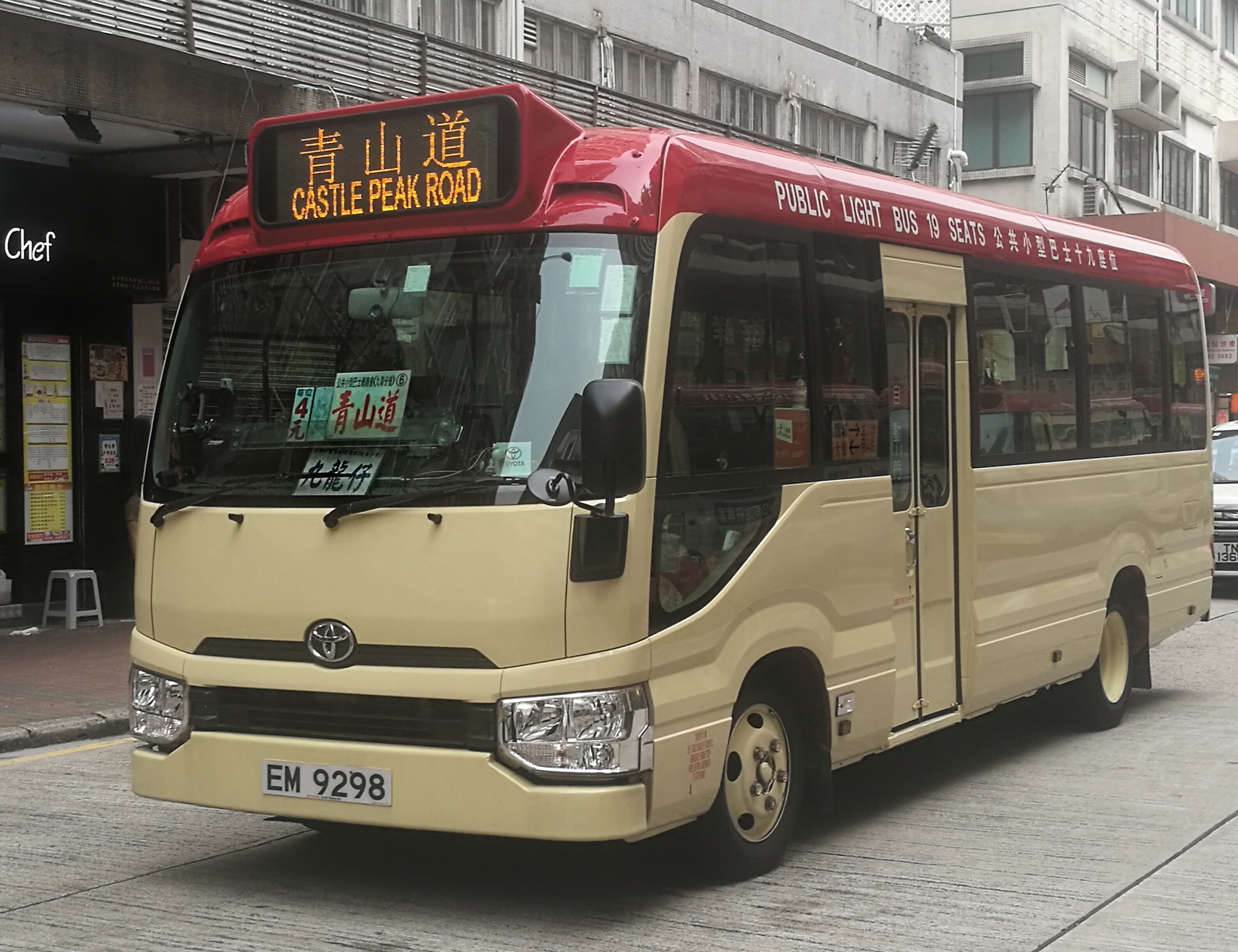
豐田Coaster小型客車 (香港)

駕駛人座位在內，九座以下之客車。在中華民國臺灣地區，依據《道路交通安全規則》，亦包括座位在二十四座以下之幼童專用車。

## 生產
從生產量上分析，亞太地區的客車總產量已經超過歐洲及美洲地區。2004年亞太地區的客車總產量為111,111輛（其中中國大陸地區生產78,712輛、韓國生產14,000輛、日本生產12,286輛）。歐洲過去一直是全球客車的製造中心，直到2001年歐洲客車產量（59,643輛）才首次被亞太區的產量（64,588輛）所超越。

## 分类
- 长途客車（interurban coach）；中華民國臺灣地區多稱其為「客運」，中國大陸地區稱為「長途汽車」
  - 跨境巴士（Cross border bus）
  - 遊覽車（touring coach）
- 越野巴士（off-road bus）
- 专用巴士（special bus）